# Indokitajski tiger
Indokitajski tiger je populacija podvrste Panthera tigris tigris, ki izvira iz jugovzhodne Azije. Ta populacija se pojavlja v Mjanmaru, na Tajskem in v Laosu. Leta 2011 naj bi populacija obsegala 342 posameznikov, vključno s 85 v Mjanmaru in 20 v Vietnamu, največja populacijska enota, ki je preživela na Tajskem, pa je bila med letoma 2009 in 2014 ocenjena na 189 do 252 posameznikov.

## Taksonomija
Vratislav Mazák je leta 1968 predlagal Panthera tigris corbetti kot znanstveno ime za to specifično populacijo na podlagi barve kože, vzorca oznak in velikosti lobanje. Ime je dobil v čast Jima Corbetta.
Leta 2017 je delovna skupina za klasifikacijo mačk pri skupini specialistov za mačke revidirala taksonomijo mačk in zdaj priznava, da populacije tigrov v celinski južni in jugovzhodni Aziji pripadajo imenovani podvrsti P. tigris tigris. Rezultati genetske študije, objavljene leta 2018, so podprli šest monofiletskih kladov, ki temeljijo na analizi sekvenciranja celotnega genoma 32 osebkov tigrov. Zdi se, da se osebki iz Malezije in Indokitajskega polotoka razlikujejo od drugih celinskih azijskih populacij, kar podpira koncept šestih živih podvrst.

## Značilnosti
Barva podlage indokitajskega tigra je temnejša z več precej kratkimi in ozkimi enojnimi črtami; njegova lobanja je manjša od lobanje bengalskega tigra. Enajst kož indokitajskih tigrov v zbirki Naravoslovnega muzeja v Londonu ima 21–31 črt. Po velikosti telesa je manjši od bengalskih in sibirskih tigrov. Samci so veliki od 255 do 285 cm in težki od 150 do 195 kg. Samice so velike od 230 do 255 cm in teže od 100 do 130 kg.

## Razširjenost in habitat
Indokitajski tiger je razširjen v Mjanmaru, na Tajskem in v Laosu. Njegovo zgodovinsko območje je vključevalo tudi Kambodžo, Kitajsko in Vietnam. Rezultati filogeografske študije z uporabo 134 vzorcev tigrov po vsem svetu kažejo, da je zgodovinska severozahodna meja razširjenosti indokitajskega tigra regija v hribovju Chittagong in porečju reke Brahmaputra, ki meji na območje razširjenosti bengalskega tigra.
V Mjanmaru so bile med letoma 1999 in 2002 izvedene raziskave, ki so potrdile prisotnost tigrov v dolini Hukawng, rezervatu za divje živali Htamanthi in na dveh majhnih območjih v regiji Tanintharyi. Hribovje Tenasserim je pomembno območje, vendar se tam sekajo gozdovi. Leta 2015 so tigre prvič posnele kamere v hribovskih gozdovih države Kayin. Raziskave s kamero s pastmi med letoma 2016 in 2018 so pokazale približno 22 odraslih posameznikov na treh lokacijah, ki predstavljajo 8 % potencialnega habitata tigra v državi.
Več kot polovica celotne populacije indokitajskih tigrov preživi v zahodnem gozdnem kompleksu na Tajskem, zlasti na območju zavetišča za divje živali Huai Kha Khaeng. Ta habitat sestavljajo tropski in subtropski vlažni širokolistni gozdovi. Raziskave s kamero s pastmi od leta 2008 do 2017 v vzhodni Tajski so odkrile približno 17 odraslih tigrov na območju 4445 km² v gozdnem kompleksu Dong Phayayen–Khao Yai. Več posameznikov je imelo mladiče. Gostota populacije v narodnem parku Thap Lan, narodnem parku Pang Sida in rezervatu za divje živali Dong Yai je bila ocenjena na 0,32–1,21 posameznika na 100 km². Trije pododrasli tigri so bili fotografirani spomladi 2020 v oddaljeni regiji Tajske, za katere se domneva, da se razhajajo.
V Laosu je bilo dokumentiranih 14 tigrov v nacionalnem zaščitenem območju Nam Et-Phou Louey med raziskavami od leta 2013 do 2017, ki so zajemale štiri bloke približno 200 km² polzimzelenih in zimzelenih gozdov, ki so prepredeni z nekaterimi zaplatami travinja.
V vzhodni Kambodži so bili tigri nazadnje zabeleženi v zaščitenem gozdu Mondulkiri in nacionalnem parku Virachey med raziskavami med letoma 1999 in 2007.
Od leta 1960 in prej se je indokitajski tiger pojavljal po vseh gorah v Vietnamu, celo v sredogorju in na otokih. V poročilu vietnamske vlade na Tiger Forumu leta 2004 naj bi bili tigri le v 17 provincah in živijo v razdrobljenih in močno degradiranih gozdnih območjih. V 1990-ih so bili tigri še vedno prisotni na 14 zavarovanih območjih, vendar nobeno ni bilo zabeleženo v državi od leta 1997. 
Populacija tigrov v Laosu in Vietnamu se je znatno zmanjšala. Po svetovnem popisu tigrov leta 2016 sta v Laosu le še 2 in samo v Vietnamu manj kot 5. Obstajajo novice o njegovem izumrtju v obeh državah. V Laosu niso opazili nobenega tigra od leta 2013, ko je bila njegova populacija ocenjena na samo dva, in ta dva osebka sta kmalu po letu 2013 preprosto izginila iz nacionalnega zaščitenega območja Nam Et-Phou Louey, kar pomeni, da sta bila najverjetneje ubita s pastjo ali ustreljena. V Vietnamu je poročilo Rdečega seznama IUCN iz leta 2014 pokazalo, da so tigri v Vietnamu morda izumrli.
Na Kitajskem se je v zgodovini pojavljal v provinci Junan in okrožju Mêdog, kjer danes verjetno ni več ohranjen. Tako najverjetneje indokitajski tiger zdaj preživi le še na Tajskem in v Mjanmaru. V naravnem rezervatu Shangyong v Yunnanu so med raziskavami, izvedenimi od leta 2004 do 2009, odkrili tri osebke.

## Vedenje in ekologija
V tajskem rezervatu za divje živali Huai Kha Khaeng so med junijem 2005 in avgustom 2011 sedem samic in štiri samce tigrov opremili z radijskimi ovratnicami GPS. Samice so imele povprečno območje doma 70,2 ± 33,2 km², samci pa 267,6 ± ± 92,4 km².
Med letoma 2013 in 2015 je bilo identificiranih 11 vrst plena na 150 mestih ubijanja. Njihova teža je bila od 3 do 287 kg. Najpogosteje so bili ubiti jelen zambar (Rusa unicolor), banteng (Bos javanicus), gaur in divja svinja, identificirani pa so bili tudi ostanki mladičev azijskega slona, prašičevega jazbeca, ježevca starega sveta, muntjaka, serova (Capricornis), luskavca in langurja.

## Grožnje
Glavna grožnja tigru je divji lov za nezakonito trgovino s prosto živečimi živalmi. Tigrova kost je že več kot 1500 let sestavina tradicionalne kitajske medicine in jo dodajajo zdravilnemu vinu, uporabljajo v obliki prahu ali skuhajo do konsistence, podobne lepilu. Vsaj 226 kitajskih podjetij je leta 1993 izdelalo več kot 40 različnih formul, ki vsebujejo tigrovo kost. Lepilo iz tigrove kosti je priljubljeno zdravilo med mestnimi vietnamskimi potrošniki.
Med letoma 1970 in 1993 je Južna Koreja uvozila 607 kg tigrovih kosti iz Tajske in 2415 kg iz Kitajske med 1991 in 1993. Med letoma 2001 in 2010 so trge divjih živali raziskali v Mjanmaru, na Tajskem in v Laosu. Med 13 raziskavami so našli 157 telesnih delov tigrov, kar predstavlja najmanj 91 posameznikov. Najpogosteje se je trgovalo s celimi kožami. Kosti, šape in penise so ponujali kot afrodiziak v krajih z veliko seksualno industrijo. Vino iz tigrove kosti so v glavnem ponujali v trgovinah za kitajske stranke. Tradicionalna medicina je predstavljala velik del izdelkov, prodanih in izvoženih na Kitajsko, Laos in Vietnam.
Med letoma 2000 in 2011 je bilo v 196 incidentih na Tajskem, v Laosu, Vietnamu, Kambodži in na Kitajskem zaseženih 641 tigrov, živih in mrtvih; sumilo se je, da je 275 tigrov ušlo v trgovino iz objektov za ujetništvo. Kitajska je bila najpogostejša destinacija zaseženih tigrov.
V dolini Hukaung v Mjanmaru je korporacija Yuzana skupaj z lokalnimi oblastmi od leta 2006 razlastila več kot 81.000 hazemlje iz več kot 600 gospodinjstev. Veliko dreves je bilo posekanih, zemlja pa spremenjena v nasade. Nekatera zemljišča, ki jih je zavzela korporacija Yazana, so veljala za tigrov tranzitni koridor. To so območja, ki naj bi ostala nedotaknjena zaradi razvoja, da bi indokitajski tigri v regiji lahko potovali med zaščitenimi žepi rezervata.

## Zaščita
Od leta 1993 je indokitajski tiger uvrščen na seznam CITES Dodatek I, zaradi česar je mednarodna trgovina nezakonita. Kitajska, Južna Koreja, Vietnam, Singapur in Tajvan so prepovedale trgovino s tigri in prodajo zdravilnih derivatov. Proizvodnja zdravil na osnovi tigra je bila na Kitajskem prepovedana, odprta prodaja zdravil na osnovi tigra pa se je od leta 1995 znatno zmanjšala.
Patruljiranje v rezervatu za divje živali Huai Kha Khaeng na Tajskem se je okrepilo od leta 2006, tako da se zdi, da se je divji lov zmanjšal, kar je povzročilo neznatno izboljšanje preživetja tigrov in novačenja. Do jeseni 2016 sta se vsaj dva posameznika razpršila v sosednji nacionalni park Mae Wong; šest mladičev je bilo opaženih v Mae Wong in sosednjem nacionalnem parku Khlong Lan leta 2016, kar kaže, da se populacija razmnožuje in okreva.
Na Tajskem in v Laosu ta tiger velja za ogroženega, medtem ko velja za kritično ogroženega v Vietnamu in Mjanmaru.

### V ujetništvu
Indokitajski tiger je najmanj zastopan v ujetništvu in ni del usklajenega vzrejnega programa. Od leta 2007 je bilo 14 osebkov priznanih kot indokitajski tigri na podlagi genetske analize 105 tigrov v ujetništvu v 14 državah.